# Hàn Tiêm
Hàn Tiêm (chữ Hán: 韓暹; bính âm: Han Xian; ?-197) là một thủ lĩnh của nhóm Sơn tặc Bạch Ba ở Sơn Tây là dư đảng của quân khởi nghĩa Khăn Vàng, Trung Quốc. Ông là bạn thân của Dương Phụng và cùng với ông này có công trong việc cứu giá Hán Hiến Đế thoát khỏi sự truy kích của Lý Thôi, sau đó theo Lã Bố.

## Lịch sử

### Cứu giá và lộng quyền
Khi Lý Thôi đuổi rát, trước tình hình nguy cấp, Dương Phụng mời thủ lĩnh quân cướp Bạch Ba là Lý Nhạc, Hàn Tiêm ở Sơn Tây cùng Tả Hiền vương Hung Nô là Tố Khứ Ty phía nam Quy Hóa cứu giá. Cánh quân Lý Nhạc, Hàn Tiêm và Tố Khứ Ty tập hợp cùng Dương Phụng, đánh bại Lý Thôi và Quách Dĩ.
Sau khi hộ giá, ở Lạc Dương chỉ còn Đổng Thừa và Hàn Tiêm bên cạnh Hiến Đế. Hàn Tiêm có công hộ giá, tỏ ra cậy quyền, lấn ép các đại thần. Để thưởng công các tướng, Hán Hiến Đế phong Hàn Tiêm làm Đại tướng quân, lĩnh ấn Tư lệ hiệu úy, được cầm tiết việt.
Đổng Thừa không muốn để Hàn Tiêm hoành hành, bèn bí mật sai người đi triệu Tào Tháo đang có binh hùng tướng mạnh ở Duyện châu đến hộ giá. Tào Tháo từ Duyện châu tới Lạc Dương nhanh chóng đánh tan lực lượng của Hàn Tiêm. Hàn Tiêm thua trận bỏ chạy về với Viên Thuật.

### Theo Lã Bố
Khi Viên Thuật ra lệnh Trương Huân thống suất 7 đạo quân cùng Dương Phụng, Hàn Tiêm đi đánh Lã Bố. Lã Bố chỉ có 3000 quân và 400 con ngựa, theo kế Trần Khuê viết thư ly gián hai tướng Dương Phụng, Hàn Tiêm. Lã Bố làm theo, gửi thư cho hai tướng như sau:
Hai vị tướng quân đích thân bảo vệ xa giá, còn tôi tự tay giết Đổng Trác. Chúng ta đều lập đại công cho nhà Hán, đáng được lưu truyền trong sử sách. Nay Viên Thuật làm phản, lẽ ra chúng ta phải cùng diệt hắn, sao các tướng quân lại theo hắn đánh tôi? Chúng ta hãy nhân cơ hội này đồng tâm hiệp lực đánh Viên Thuật lập công với thiên hạ mới phải!
Lã Bố còn hứa sẽ cấp lương thực cho hai tướng. Hàn Tiêm, Dương Phụng đồng ý theo Lã Bố, bèn quay giáo đánh lại Viên Thuật. Lã Bố ngầm liên kết với Hàn Tiêm và Dương Phụng trở giáo đánh lại quân Viên Thuật. Đại quân Trương Huân tan vỡ, tướng Kiều Nhuy bị bắt sống. Sau đó Lã Bố cùng Dương Phụng và Hàn Tiêm hợp binh hai đường thủy bộ tấn công Thọ Xuân, cướp bóc đến Chung Ly mới rút lui.
Sau khi Lã Bố thất bại và bị xử tử, Hàn Tiêm cùng Dương Phụng vô chủ nên tham gia cướp bóc dân thường, Lưu Bị tiểu trừ và triệt hạ cả hai.